# Lemon Tree (Fools-Garden-Lied)
Lemon Tree (englisch für Zitronenbaum) ist ein Popsong der deutschen Band Fools Garden. Es war die erste Singleveröffentlichung aus ihrem Studioalbum Dish of the Day und erreichte unter anderem in Deutschland und Österreich Platz eins der Singlecharts.

## Hintergrund
Der Fools-Garden-Sänger Peter Freudenthaler erzählte 2015 im MDR-Fernsehen, er habe das Lied an einem Sonntagnachmittag im Schlafzimmer beim Warten auf seine Freundin innerhalb von 20 Minuten geschrieben. Das Wort Lemon Tree habe er gewählt, weil es gut klinge. Er hoffe, dass Schüler das Lied nicht im Unterricht interpretieren müssen.
Im September 1995 hatte die Band einen Auftritt im Pub The Leprechaun am Bahnhof von Hagsfeld, unter den Zuhörern war der befreundete Radiomoderator Matthias Matuschik. Bei einem anschließenden Treffen erzählten die Bandmitglieder Matuschik von dem gerade im Studio aufgenommenen Lemon Tree und summten den Refrain vor. Der Radiomoderator beschloss, den Titel in seiner Sendung bei SWF 3 zu spielen, woraufhin hunderte Menschen in der Redaktion anriefen, die wissen wollten, wer das Lied singt. Daraufhin wurde das Stück in die Rotation genommen. Nachdem bereits einige Anfragen für den Kauf der Single vorlagen, bot Intercord der Band einen Plattenvertrag an. Dieser wurde im November 1995 unterschrieben.

## Coverversionen
Lemon Tree wurde 2009 von Ina Müller mit plattdeutschem Text auf Die Schallplatte – nied opleggt gecovert (Dörp Reggae).
Mit deutschem Text arbeitete Jan Böhmermann im Neo Magazin Royale den Song zur Hymne auf die 1990er Jahre um. Das 2014 mit vielen Gaststars produzierte Video mit dem Titel Eine Hymne auf die 90er wurde zu einem Hit im Netz mit YouTube-Klicks in Millionenhöhe. 2016 entstand auch eine Live-Version, die in einer Darbietung des Originals von Fools Garden endete, nachdem es im deutschen Text in Abwandlung zur ursprünglichen Böhmermannversion zuvor hieß "und die schönste Melodie/war die von Lemon Tree".
Es existieren weitere Coverversionen und Bearbeitungen internationaler Künstler, die im deutschsprachigen Raum allerdings weniger bekannt wurden. Zu ihnen gehören auch die Parodie Christmas Tree von Dustin the Turkey und Tarcy Sus Versionen auf Mandarin und Kantonesisch.
Das Album Flashback von Fools Garden aus dem Jahr 2015, auf dem sie Hits der 1990er Jahre covern, beginnt mit einer musikalisch völlig umgestalteten Version von Lemon Tree, betitelt als „2.0 Version“. Im Januar 2021 veröffentlichte Fools Garden in Kooperation mit dem deutschen DJ Alle Farben eine weitere Coverversion des Stücks als Single, die Platz 92 der deutschen Charts erreichte.
Im Mai 2022 wurde eine gesungene und gerappte Coverversion des Liedes von Kim Hongjoong, Mitglied der südkoreanischen K-Pop-Gruppe Ateez, auf dem YouTube-Kanal der Gruppe veröffentlicht.

## Preise
Bei der Echoverleihung 1997 erhielt die Band für Lemon Tree den Preis in der Kategorie Nationaler Newcomer des Jahres.

## Kommerzieller Erfolg

### Chartplatzierungen
Lemon Tree erreichte europaweit hohe Chartplatzierungen und stellt für Fools Garden den einzigen internationalen Erfolg dar. In die deutschen Singlecharts stieg das Lied am 25. Dezember 1995 auf Rang 70 ein. Nach sechs Wochen, am 12. Februar 1996, wurde erstmals die Top 10 erreicht. Am 26. Februar 1996 schaffte es Lemon Tree schließlich auf Platz eins der deutschen Singlecharts. Auf dieser Position konnte sich das Lied vier Wochen halten, es folgten drei weitere Chartwochen auf Rang zwei. Insgesamt verbrachte das Lied 15 Wochen in den Top 10 und 36 Wochen in den Top 100. Darüber hinaus platzierte sich Lemon Tree elf Wochen an der Chartspitze der deutschen Airplaycharts.
1996 platzierte sich Lemon Tree auf Rang fünf der deutschen Single-Jahrescharts. Für über 500.000 verkaufte Exemplare erhielt Fools Garden vom Bundesverband Musikindustrie eine Platin-Schallplatte. Die Neuauflage aus dem Jahr 2021 verfehlte zunächst den Einstieg in die Singlecharts, platzierte sich jedoch auf Rang eins der deutschen Single-Trend-Charts. Neun Wochen nach seiner Veröffentlichung erreichte die Single schließlich die Singlecharts und belegte dabei Rang 92.
In die österreichischen Ö3 Austria Top 40 stieg das Lied am 18. Februar 1996 auf Platz 19 ein. Bereits nach drei Wochen erreichte es Platz zwei. Am 17. März 1996 wurde die Spitzenposition in Österreich erreicht, welche das Lied nach einer Woche auf Platz zwei nochmals am 31. März 1996 erreichte. In Österreich verbrachte Lemon Tree ebenfalls 15 Wochen in den Top 10. Von der IFPI Austria erhielt die Single eine Goldene Schallplatte. In der Schweizer Hitparade debütierte das Lied am 4. Februar 1996 auf Platz 31. Hier verpasste Lemon Tree knapp die Höchstplatzierung, konnte aber ab 10. März 1996 für drei Wochen auf Platz zwei verweilen. Wie schon in Deutschland und Österreich verbrachte der Song auch in der Schweiz 15 Wochen in den Top 10. Auch hier erhielt Fools Garden für 25.000 Verkäufe von Lemon Tree eine Goldene Schallplatte.
Auch in den Britischen Singlecharts konnte sich Lemon Tree platzieren. Nachdem sich der Song bereits Ende Mai 1996 zwei Wochen in diesen Charts platzieren konnte, stieg er am 3. August 1996 wieder auf Platz 26 ein und konnte nochmals drei Wochen in den Singlecharts Großbritanniens verbleiben. Fools Garden gehört damit zu den deutschen Interpreten, die sich in den britischen Charts platzieren konnten. Eine Chartplatzierung in den US-amerikanischen Billboard Hot 100 gelang Fools Garden mit diesem Lied nicht. Dafür konnte sich der Song auf Platz 15 der Bubbling Under Hot 100 Singles platzieren.
Weitere Nummer-eins-Platzierungen gelangen Lemon Tree in Irland, in Norwegen und in Schweden. In den belgischen Singlecharts erreichte der Song sowohl in Flandern als auch Wallonien Platz zwei. Obwohl Fools Garden nach Lemon Tree noch weitere Chartplatzierungen in Deutschland erreichte, wird die Band heute als One-Hit-Wonder angesehen.
| ChartsChartplatzierungen     | Höchstplatzierung | Wochen |
| ---------------------------- | ----------------- | ------ |
| Deutschland (GfK)            | 1 (36 Wo.)        | 36     |
| Österreich (Ö3)              | 1 (18 Wo.)        | 18     |
| Schweiz (IFPI)               | 2 (38 Wo.)        | 38     |
| Vereinigtes Königreich (OCC) | 26 (5 Wo.)        | 5      |

| ChartsJahrescharts (1996) | Platzierung |
| ------------------------- | ----------- |
| Deutschland (GfK)         | 5           |
| Österreich (Ö3)           | 9           |
| Schweiz (IFPI)            | 4           |

### Auszeichnungen für Musikverkäufe
| Land/Region          | Auszeichnungen für Musikverkäufe (Land/Region, Auszeichnung, Verkäufe) | Verkäufe |
| -------------------- | ---------------------------------------------------------------------- | -------- |
| Belgien (BRMA)       | Gold                                                                   | 25.000   |
| Deutschland (BVMI)   | Platin                                                                 | 500.000  |
| Frankreich (SNEP)    | Silber                                                                 | 125.000  |
| Italien (FIMI)       | Platin                                                                 | 70.000   |
| Neuseeland (RMNZ)    | Platin                                                                 | 10.000   |
| Norwegen (IFPI)      | Platin                                                                 | 20.000   |
| Österreich (IFPI)    | Gold                                                                   | 25.000   |
| Schweden (IFPI)      | Gold                                                                   | 25.000   |
| Schweiz (IFPI)       | Gold                                                                   | 25.000   |
| Spanien (Promusicae) | Platin                                                                 | 60.000   |
| Insgesamt            | 1× Silber · 4× Gold · 5× Platin ·                                      | 885.000  |